# رصافه، ادلب
رصافه (به عربی: الرصافة) یک روستا در سوریه است که در ناحیه سراقب واقع شده‌است. رصافه ۱٬۱۴۸ نفر جمعیت دارد.
در صحرای بین رحبه و رقه شهر رصافه (به معنی شاهراه) واقع بود. این شهر به نام رصافه‌ی شام یا رصافه‌ی هشام که بانی آن است معروف بود. هشام یکی از پسران عبدالملک هنگام بروز طاعون در شام این کاخ را در آن صحرا ساخت تا از بلای آن در امان باشد. این محل سابقاً به تصرف امراء غسانیان قبل از اسلام بوده است. ابن بطلان طبیب در رساله‌ای که به سال ۴۴۳ هجری نوشته است گوید:《رصافه کلیسایی دارد که می‌گویند از بناهای قسطنطین امپراتور روم است و دیوار خارجی آن از موزاییک مذهب است و زیر کلیسا سردابی است به اندازه‌ی خود کلیسا استوار بر ستون‌های مرمر》. در قرن پنجم اکثریت سکنه‌ی آن قلعه به دین مسیح باقی بوده و معاش آن‌ها از راهداری و کمک به کاروان‌هایی بود که آن‌ها را از بادیه گذرانده به حلب می‌رسانیدند.